# Samuel Essende
Samuel Emmanuel Essende Mbongu (* 30. Januar 1998 in Montfermeil, Frankreich) ist ein kongolesischer Fußballspieler, der als Stürmer für den deutschen Bundesligaverein FC Augsburg spielt. Der gebürtige Franzose spielt für die Nationalmannschaft der Demokratischen Republik Kongo.

## Karriere

### Verein
Essende kam im Alter von zwölf Jahren zur Akademie von Paris Saint-Germain und verbrachte dort seine gesamte Jugendfußballkarriere. Am 10. August 2018 unterschrieb er seinen ersten Profivertrag bei PSG, der ihn bis zum 30. Juni 2021 an den Verein band.
Am 22. August 2018 unterschrieb Essende einen Leihvertrag bei der KAS Eupen in Belgien. Sein Profidebüt gab er am 25. August 2018 beim 1:0-Sieg in der belgischen Division 1A gegen Royal Excel Mouscron. Im August 2019 wechselte Essende zur US Avranches ins Championnat National. Im Jahr 2021 wechselte Essende zum Ligue-2-Team FC Pau. Am 20. Juni 2022 unterzeichnete Essende einen Vertrag bis 2025 bei SM Caen.
Am 20. Juli 2023 lieh Caen Essende für eine Saison an den Primeira-Liga-Verein FC Vizela nach Portugal aus. Nachdem er in der ersten Saisonhälfte in 22 Einsätzen in allen Wettbewerben zehn Tore erzielt hatte, löste Vizela die Kaufklausel aus und verpflichtete Essende fest bis Juni 2026.
Am 28. Juni 2024 unterzeichnete Essende einen Vierjahresvertrag beim FC Augsburg und wechselte zur Saison 2024/25 in die Fußball-Bundesliga. Sein erstes Bundesligator erzielte Essende am 24. August 2024 zum zwischenzeitlichen 2:1 (Endstand 2:2) gegen Werder Bremen.

### Nationalmannschaft
Im Juni 2024 debütierte Essende in der WM-Qualifikation gegen den Senegal in der kongolesischen Nationalmannschaft.

### Persönliches
Essende wurde in Frankreich geboren und besitzt sowohl die französische als auch die kongolesische Staatsbürgerschaft.